# Petra Felke
Petra Felke, (gift Meier), född 30 juli 1959 i Saalfeld/Saale, Thüringen, är en tysk före detta friidrottare som tävlade i spjutkastning under början av sin karriär för Östtyskland.
Felke deltog vid EM 1982 i Aten där hon slutade på en sjunde plats efter ett kast på 65,56 meter. Hon var även med vid VM 1983 i Helsingfors där hon slutade nia efter att ha kastat 62,02 meter. 
Då Östtyskland bojkottade de olympiska sommarspelen 1984 var nästa större mästerskap EM 1986. Väl där slutade hon på andra plats efter brittiskan Fatima Whitbread. Även vid VM 1987 i Rom blev det en strid mellan Felke och Whitbread, denna gång vann brittiskan klart med nästan sex meter. 
Felkes bästa år som friidrottare var 1988, dels slog hon det då gällande världsrekordet när hon kastade 80,00 meter, ett rekord som aldrig slogs men inte gäller längre då reglerna för spjutkastning ändrades 1999. Rekordet kom i ett östtyskt test inför Olympiska sommarspelen 1988, som hon sedermera även vann och fick därmed revansch på Whitbread som slutade tvåa.
EM 1990 slutade med en tredje plats för Felke med ett kast på 66,56 och hennes sista mästerskapsmedalj vann hon vid VM 1991 då hon slutade tvåa bakom kinesiskan Demei Xu. 
Felke var även i final vid Olympiska sommarspelen 1992 då hon blev sjua.

## Personliga rekord
- Spjutkastning - 80,00 meter (det äldre spjutet)[1]